# American Mathematical Society
La Sociedad Estadounidense de Matemática,
en inglés:  American Mathematical Society (AMS), es una organización dedicada a los intereses de la investigación y patrocinio de la matemática que genera varias publicaciones y organiza conferencias, además de otorgar galardones monetarios: el Premio Satter y el Premio Veblen. La AMS es uno de los cuatro miembros de la Joint Policy Board for Mathematics (JPBM). 

## Historia
Impresionado por visita realizada a la London Mathematical Society, Thomas Fiske fundó en el año de 1888 la New York Mathematical Society. J.H. Van Amringe fue su primer presidente y Fiske su primer secretario. Rápidamente, la sociedad decidió publicar una revista, el Bulletin of the New York Mathematical Society, con Fiske como redactor jefe.
En 1891, la británica Charlotte Angas Scott se convirtió en la primera mujer en ingresar en la AMS, entonces llamada Sociedad Matemática de Nueva York. La sociedad se reorganizó con su nombre actual (American Mathematical Society) y se convirtió en una sociedad nacional en 1894, y ese año Scott se convirtió en la primera mujer en el primer Consejo de la sociedad.  Ese año Scott se convirtió en la primera mujer en el primer Consejo de la sociedad.
Actualmente, la AMS cuenta con 30,000 miembros en 130 países.

## Premios
La AMS concede el:
- Premio Morgan
- Premio Cole
- Premio Oswald Veblen en Geometría
- Premio Ruth Lyttle Satter de Matemáticas